# Gurara II vattenkraftverk
Gurara II vattenkraftverk är ett föreslaget 360 megawatts vattenkraftverk tvärs över Gurarafloden i Nigeria. Kraftverket ägs och är under utveckling av Nigerias federala regering. Exim Bank of China har gått med på att låna ut 1 miljard USD till byggandet av detta förnybara energiprojekt. Nigerias federala verkställande råd accepterade det erbjudandet i maj 2019.
Kraftverket är skilt från det 30 MW vattenkraftverket Gurara I som korsar samma flod och som var under utveckling av en koncessionsinnehavare, från och med maj 2021.

## Plats
Kraftverket ska ligga tvärs över Gurarafloden, nedströms det 30 megawatt stora vattenkraftverket Gurara I. Det ligger nära orten Kagarko, i delstaten Kaduna, i norra Nigeria.
Kagarko ligger cirka 148 kilometer söder om staden Kaduna, delstatens huvudstad. Det är ungefär 92 kilometer nordost om Abuja, Nigerias huvudstad.

## Översikt
Konstruktionen kräver en produktionskapacitet på 360 MW. En rörledning som är 100 meter lång och 4,4 meter i diameter kommer att leda vatten från reservoaren till turbinerna i byggnaden. Dammen och kraftstationen kommer att byggas i en fas. När det är färdigt, förväntas kraftverket leverera 1 130 GWh ren förnybar energi till det nigerianska elnätet årligen.

## Ägande
Från och med december 2021 ägs kraftstationen av det nigerianska federala ministeriet för vattenresurser.

## Byggkostnader och finansiering
Det har rapporterats att kostnaden för byggandet av denna kraftstation förväntas bli 1 240 miljarder USD. Tabellen nedan illustrerar de förväntade finansieringskällorna för uppförandet av projektet.
| Nummer | Källa              | Dollar (miljoner) | procent |
| ------ | ------------------ | ----------------- | ------- |
| 1      | Exim Bank of China | 1 000             | 80,6    |
| 2      | Nigerias regering  | 240               | 19,4    |
|        | Total              | 1 240             | 100,0   |

## Slutdatum
Byggstarten är planerad till 2028. Kommersiell driftsättning förväntas 2031.